# كأس الأمير 2007–08
تعتبر بطولة كأس الأمير 2007/2008 هي البطولة السادسة والأربعين في تاريخ المسابقة، وقد أجريت القرعة في يوم 30 يوليو 2007، وستقام البطولة بنظام الذهاب والإياب، وبدأت البطولة في يوم 7 ابريل 2008 وتنتهي إما في يوم 25 مايو أو 26 مايو أو 27 مايو 2008.
و ستقام البطولة بنظام الذهاب والإياب مع احتساب فارق الأهداف، ولن تكون هناك مباراة فاصلة لتحديد المتأهل إلى الدور الذي يليه.

## الكأس الجديد
سيقدم كأس جديد في هذه البطولة من تصميم بدر المنصور، الكأس يجسد التاريخ والتراث الكويتيين ويرمز إلى الماضي وتواصله مع الحاضر والمستقبل، وتقوم شركة إيطالية بتنفيذه ، والكأس عبارة عن كرة قدم يتوسطها شعار دولة الكويت وتحيط به أسوار الكويت الثلاثة بشكل عامودي وفوقهم قصر السيف ويرتكز على قاعدة بها شعار الإتحاد الكويتي لكرة القدم وستائر تعبر عن محنة الفريق الفائز باللقب  ويبلغ سعر الكأس 37 ألف يورو وستصل في يوم 15 ابريل 2008.
و في يوم 29 ابريل 2008 تم تسليم الكأس إلى الإتحاد الكويتي لكرة القدم 

## الفرق المشاركة
- نادي الكويت
- نادي السالمية
- نادي خيطان
- نادي الفحيحيل
- نادي الجهراء
- نادي الصليبخات
- نادي التضامن الكويتي
- نادي القادسية الكويتي
- نادي العربي الكويتي
- نادي اليرموك
- نادي كاظمة
- نادي الساحل الكويتي
- نادي الشباب الكويتي
- نادي النصر الكويتي

## المجموعة الأولى
الذهاب
| نادي السالمية               | 0:2 | نادي خيطان |
| --------------------------- | --- | ---------- |
| صالح البريكي أندريه رينالدو |     |            |

|}
| نادي الفحيحيل        | 1:3 | نادي الجهراء |
| -------------------- | --- | ------------ |
| حسين سراج سعود فريان |     | أحمد حواس    |

|}
| نادي الصليبخات               | 0:5 | نادي التضامن الكويتي |
| ---------------------------- | --- | -------------------- |
| مشعل ذياب إيمانويل محمد عودة |     |                      |

|}
الإياب
| نادي خيطان | 2:0 | نادي السالمية     |
| ---------- | --- | ----------------- |
|            |     | فرج لهيب حسن مظفر |

|}
| نادي التضامن الكويتي | 1:3 | نادي الصليبخات |
| -------------------- | --- | -------------- |
| ماجد عوض هاشم صالح   |     | إيمانويل       |

|}
| نادي الجهراء | 0:1 | نادي الفحيحيل |
| ------------ | --- | ------------- |
| أحمد حواس    |     |               |

|}

## المجموعة الثانية
الذهاب
| نادي اليرموك | 1:0 | نادي كاظمة |
| ------------ | --- | ---------- |
|              |     | عصام فايل  |

|}
| نادي الساحل الكويتي  | 2:2 | نادي الشباب الكويتي |
| -------------------- | --- | ------------------- |
| محمد مبارك مرزوق زكي |     | سوبانغو             |

|}
| نادي العربي الكويتي                      | 1:5 | نادي النصر الكويتي |
| ---------------------------------------- | --- | ------------------ |
| محمد جراغ فراس الخطيب إسماعيل عبد اللطيف |     | فلافيو             |

|}
الإياب
| نادي كاظمة              | 0:2 | نادي اليرموك |
| ----------------------- | --- | ------------ |
| فهد الفهد فيصل العدواني |     |              |

|}
| نادي الشباب الكويتي | 4:1 | نادي الساحل الكويتي                                    |
| ------------------- | --- | ------------------------------------------------------ |
| أبو كوني            |     | عبد العزيز الظفيري محمد مبارك مرزوق زكي جيمي كيليستينو |

|}
| نادي النصر الكويتي | 0:0 | نادي العربي الكويتي |
| ------------------ | --- | ------------------- |
|                    |     |                     |

|}

## الدور الربع نهائي
ذهاب
| نادي الفحيحيل | 0:0 | نادي الصليبخات |
| ------------- | --- | -------------- |
|               |     |                |

|}
| نادي الكويت | 1:1 | نادي السالمية |
| ----------- | --- | ------------- |
| علاء حبيل   |     | فرج لهيب      |

|}
| نادي الساحل الكويتي | 2:0 | نادي العربي الكويتي            |
| ------------------- | --- | ------------------------------ |
|                     |     | فراس الخطيب إسماعيل عبد اللطيف |

|}
| نادي القادسية الكويتي | 0:1 | نادي كاظمة |
| --------------------- | --- | ---------- |
| مساعد ندا             |     |            |

|}
إياب
| نادي الصليبخات                                   | 0:5 | نادي الفحيحيل |
| ------------------------------------------------ | --- | ------------- |
| بدر عناد آرثر ديكيرا محمد عودة إيمانويل حمد فهيد |     |               |

|}
| نادي السالمية | 0:1 | نادي الكويت |
| ------------- | --- | ----------- |
| حسن مظفر      |     |             |

|}
| نادي العربي الكويتي | 0:0 | نادي الساحل الكويتي |
| ------------------- | --- | ------------------- |
|                     |     |                     |

|}
| نادي كاظمة | 1:0 | نادي القادسية الكويتي     |
| ---------- | --- | ------------------------- |
|            |     | أحمد المطيري خطأ في مرماه |

|}

## الدور النصف نهائي
ذهاب
| نادي السالمية | 0:1 | نادي الصليبخات |
| ------------- | --- | -------------- |
| بشار عبد الله |     |                |

|}
| نادي القادسية الكويتي | 0:2 | نادي العربي الكويتي |
| --------------------- | --- | ------------------- |
| صالح الشيخ أحمد عجب   |     |                     |

|}
إياب
| نادي الصليبخات | 0:0 | نادي السالمية |
| -------------- | --- | ------------- |
|                |     |               |

|}
| نادي العربي الكويتي  | 0:2 (3:4) | نادي القادسية الكويتي |
| -------------------- | --------- | --------------------- |
| فراس الخطيب خالد خلف |           |                       |

|}

## مباراة تحديد المركزين الثالث والرابع
| نادي القادسية الكويتي          | 2:5 | نادي الصليبخات |
| ------------------------------ | --- | -------------- |
| فايز بندر أحمد عجب علي الكندري |     | إيمانويل       |

|}

## النهائي
| نادي العربي الكويتي                   | 1:2 | نادي السالمية |
| ------------------------------------- | --- | ------------- |
| 25'إسماعيل عبد اللطيف '91 فراس الخطيب |     | 49'فرج لهيب   |

|}

## الهداف
سبعة أهداف
- إيمانويل (الصليبخات)

ثلاثة أهداف
- فراس الخطيب (العربي)
- علي الكندري (القادسية)

هدفين
- سعود فريان (الفحيحيل)
- محمد جراغ (العربي)
- سوبانغو (الشباب)
- أحمد حواس (الجهراء)
- هاشم صالح (التضامن)
- محمد مبارك (الساحل)
- مرزوق زكي (الساحل)
- فرج لهيب (السالمية)
- إسماعيل عبد اللطيف (العربي)
- محمد عودة (الصليبخات)
- أحمد عجب (القادسية)

هدف واحد
- أندريه رينالدو (السالمية)
- مشعل ذياب (الصليبخات)
- حسين سراج (الفحيحيل)
- صالح البريكي (السالمية)
- عصام فايل (كاظمة)
- فلافيو (النصر)
- ماجد عوض (التضامن)
- حسن مظفر (السالمية)
- فهد الفهد (كاظمة)
- فيصل العدواني (كاظمة)
- أبو كوني (الشباب)
- عبد العزيز الظفيري (الساحل)
- جيمي كيليستينو (الساحل)
- علاء حبيل (الكويت)
- بدر عناد (الصليبخات)
- آرثر ديكيرا (الصليبخات)
- حمد فهيد (الصليبخات)
- فايز بندر (القادسية)

خطأ في مرماه
- أحمد المطيري (كاظمة)